# 秘厄战争

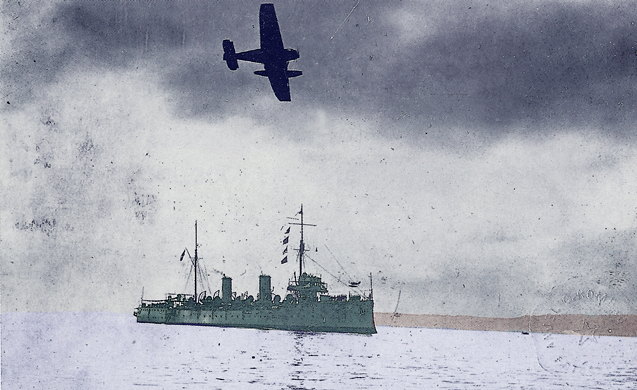
秘厄战争

秘厄战争又稱41年战争（西班牙語：Guerra del 41），是1941年7月5日至31日厄瓜多尔與秘鲁之間爆發的一场边境战争。厄瓜多尔與秘鲁独立以后，兩國一直沒有劃定邊界，於是邊界爭端一直存在。1941年7月5日，秘鲁出兵占领了厄瓜多尔西部埃爾奧羅省，後來又佔領洛哈省的部分地区。
两国後來簽署停火协议，協議于1941年7月31日生效。两国于1942年1月29日签署里约议定书，厄瓜多爾同意割讓174565平方千米的土地。秘鲁军队随后撤出厄瓜多爾。